# Сандрово
Сáндрово е село в Северна България. То се намира в община Русе, област Русе.

## География
Сандрово е разположено в близост до река Дунав и се намира на 14,5 км от Русе в посока Тутракан. Има ежедневни автобусни направления до областния център, през град Мартен.

## История
Старото име на Сандрово е Табан. Името Сандрово се използва от 14.08.1934 г. насам и е в чест на Александър Батенберг, когото галено наричали Сандро.
През Античността земите на селото са населени от племената гети и скити. През I в. районът е подчинен на Римската империя, а десния бряг на река Дунав става част от обранителната система Дунавски лимес. През VII в. се заселват българите, които изтласкват старото население. В средновековната българска държава районът вече не е периферия на голяма империя, а част от най-населената и важна част от държавата. През османското владичество селището неколкократно сменя местоположението си в землището поради епидемии и в търсене на по-добра питейна вода. То постепенно се е премествало до съвременното си място. В този период в селото се населват турци. След Освобождението на България турското население напуска селото, а на тяхно място идват още българи от различни райони на страната.

## Население
Численост на населението според преброяванията през годините:
| \| Година на преброяване \| Численост \| \| --------------------- \| --------- \| \| 1934 \| 1678 \| \| 1946 \| 1733 \| \| 1956 \| 1714 \| \| 1965 \| 1766 \| \| 1975 \| 1930 \| \| 1985 \| 1830 \| \| 1992 \| 1736 \| \| 2001 \| 1494 \| \| 2011 \| 1342 \| \| 2021 \| 1294 \| \| 2023 \| 1489 \| |           |
| Година на преброяване | Численост |
| 1934 | 1678      |
| 1946 | 1733      |
| 1956 | 1714      |
| 1965 | 1766      |
| 1975 | 1930      |
| 1985 | 1830      |
| 1992 | 1736      |
| 2001 | 1494      |
| 2011 | 1342      |
| 2021 | 1294      |
| 2023 | 1489      |

### Етнически състав
Преброяване на населението през 2011 г.
Численост и дял на етническите групи според преброяването на населението през 2011 г.:
|                     | Численост | Дял (в %) |
| Общо                | 1342      | 100.00    |
| Българи             | 1281      | 95.45     |
| Турци               |           |           |
| Цигани              |           |           |
| Други               |           |           |
| Не се самоопределят | 13        | 0.96      |
| Неотговорили        | 43        | 3.20      |

## Обществени институции
Селото има читалище „Васил Левски“, кметство, здравна служба, детска градина, училище ОУ „Отец Паисий“, салон за борба, детски спортен център, стадион и игрище.

## Икономика
В селото има една птицеферма,конна писта, ресторант и пет магазина. Недалеч от селото е имало свинеферма. Преди в селото е имало две шивачни фирми и фирма за бутилиране на слънчогледово олио, която е закрита през 2014 година.

## Личности
- Валентин Йорданов, златен медалист от олимпиадата в Атланта, също и седемкратен световен и европейски шампион по свободна борба.
- Кирил Обретенов (1899 – ?), подпредседател на Бюрото на XXVI ОНС

## Културни и природни забележителности
Крайбрежието на река Дунав е място за отдих на хора от селото и от Русе най-вече през почивните дни, когато риболовът също е едно от водещите занимания.
В центъра на селото е построен паметник в памет на загиналите българи през войните от Освобождението до Втората световна война.
Църквата „Св. Архангел Михаил“ е построена през 1935 г. В църквата има паметник на загиналите сандровчани през войните. 

## Редовни събития
6 януари- Йордановден
14 февруари- Трифон Зарезан
3 март- Честнане на националния празник на България
1 юни- Ден на детето
8 ноември- Сборът на селото 